# Junction
Pour les articles homonymes, voir Junction (homonymie).
Junction est un jeu vidéo de puzzle sorti en 1990 sur Mega Drive et Game Gear. Le jeu a été développé par Micronet co., Ltd. et édité par Konami.